# Vincenz Baar
Vincenz Baar, avstrijski general, * 22. februar 1857, † 8. september 1920.

## Življenjepis
Med letoma 1907 in 1911 je bil poveljnik 12. domobranskega pehotnega polka.
Potem ko je bil 1. maja 1911 upokojen, je bil 10. junija 1912 povišan v naslovnega generalmajorja.

## Pregled vojaške kariere
Napredovanja
- naslovni generalmajor: 10. junij 1912